# NGC 5276
NGC 5276 (другие обозначения — UGC 8680, IRAS13400+3553, MCG 6-30-74, KUG 1340+358, ZWG 190.43, KCPG 391B, PGC 48542) — спиральная галактика с перемычкой (SBb) в созвездии Гончие Псы.
Этот объект входит в число перечисленных в оригинальной редакции «Нового общего каталога».